# Valdisotto
Valdisotto är en ort och kommun i provinsen Sondrio i regionen Lombardiet i Italien. Kommunen hade 3 637 invånare (2018).